# عزله صفراء (روستا)
 عزله صفراء  به عربی ( عُزلَة الَصفراء  )، روستایی است در دهستان المَقَاش از توابع استان اَبیَن در کشور یمن در شبه جزیره عربستان.

## جمعیت
جمعیت آن (۱۰۰) نفر (۹ خانوار) می‌باشد.